# چالرمپانگ کردکائو
چالرمپانگ کردکائو (تایلندی: เฉลิมพงษ์ เกิดแก้ว؛ زادهٔ ۷ نوامبر ۱۹۸۶) بازیکن فوتبال اهل تایلند است.
از باشگاه‌هایی که در آن بازی کرده‌است می‌توان به باشگاه فوتبال بوریرام یونایتد، و باشگاه فوتبال بوریرام یونایتد، اشاره کرد.